# Károly Güttler
Pour les articles homonymes, voir Güttler.
Károly Güttler (° Budapest, le 15 juin 1968) est un nageur hongrois spécialiste de la brasse.

## Biographie
Il a participé à quatre Jeux olympiques d'été consécutifs, les premiers à Séoul en 1988, les derniers à Sydney en 2000 au cours desquels il a été vice-champion olympique du 100 m brasse et du 200 m brasse.
Sa meilleure année sportive a été 1993 où, lors des Championnats d'Europe à Sheffield, il est médaillé d'or du 100 m brasse, d'argent du 200 m brasse et du relais 4 × 100 m 4 nages et bat le record du monde du 100 m brasse.
Ces succès lui ont valu les titres de Nageur mondial de l'année et de Nageur européen de l'année par le Swimming World Magazine.

## Palmarès

### Jeux olympiques d'été
- Jeux olympiques d'été de 1988 à Séoul  Corée du Sud
  -  médaille d'argent sur 100 m brasse (Temps : 1 min 02 s 05)
- Jeux olympiques d'été de 1996 à Atlanta  États-Unis
  -  médaille d'argent sur 200 m brasse (Temps : 2 min 13 s 03)

### Championnats du monde de natation
- Championnats du monde de natation 1994 à Rome  Italie
  -  médaille d'argent sur 100 m brasse (Temps : 1 min 01 s 44)
  -  médaille de bronze sur 200 m brasse (Temps : 2 min 14 s 12)

### Championnats d'Europe de natation
- Championnats d'Europe de natation 1993 à Sheffield  Angleterre
  -  médaille d'or sur 100 m brasse (Temps : 1 min 01 s 04)
  -  médaille d'argent sur 200 m brasse (Temps : 2 min 13 s 26)
  -  médaille d'argent sur 4 × 100 m 4 nages (Temps : 3 min 40 s 97) (Tamás Deutsch~Károly Güttler~Peter Horváth~Béla Szabados)
- Championnats d'Europe de natation 1995 à Vienne  Autriche
  -  médaille d'argent sur 100 m brasse (Temps : 1 min 01 s 38)
  -  médaille d'argent sur 200 m brasse (Temps : 2 min 12 s 95)
  -  médaille d'argent sur 4 × 100 m 4 nages (Temps : 3 min 40 s 88) (Tamás Deutsch~Károly Güttler~Peter Horváth~Attila Czene)
- Championnats d'Europe de natation 1997 à Séville  Espagne
  -  médaille d'argent sur 100 m brasse (Temps : 1 min 02 s 23)
- Championnats d'Europe de natation 1999 à Istanbul  Turquie
  -  médaille de bronze sur 50 m brasse (Temps : 28 s 29)
- Championnats d'Europe de natation 2002 à Berlin  Allemagne
  -  médaille de bronze sur 50 m brasse (Temps : 27 s 85)

## Records
- Record du monde du 100 mètres brasse en 1 min 00 s 95, le 3 août 1993 à Sheffield.